# Saint-Vaast-la-Hougue
Saint-Vaast-la-Hougue település Franciaországban, Manche megyében. Lakosainak száma 1666 fő (2022. január 1.). Saint-Vaast-la-Hougue La Pernelle, Réville és Quettehou községekkel határos.

## Népesség
A település népessége az elmúlt években az alábbi módon változott:
| Lakosok száma | 2391 | 2347 | 2134 | 2083 | 1896 | 1828 | 1730 | 1712 | 1700 | 1666 |
|               | 1968 | 1982 | 1990 | 2006 | 2013 | 2015 | 2017 | 2019 | 2020 | 2022 |